# Heinrich Zillich
Heinrich Zillich (* 23. Mai 1898 in Brenndorf bei Kronstadt, Österreich-Ungarn; † 22. Mai 1988 in Starnberg) war ein deutscher Schriftsteller und Vertriebenenfunktionär.

## Leben

### Bis 1945

„Lustige Geschichten aus Siebenbürgen“ (1940)

Unterschrift

Geboren als Sohn eines siebenbürgischen Zuckerfabrikanten, machte Zillich 1916 am Kronstädter Honterus-Gymnasium sein Abitur. Am Ersten Weltkrieg nahm er als Tiroler Kaiserjäger in der Armee Österreich-Ungarns teil. 1919 war er nach dem Anschluss Siebenbürgens an Rumänien als rumänischer Leutnant an den Kämpfen gegen das kommunistisch regierte Ungarn beteiligt. Von 1920 an besuchte er in Berlin die Handelsschule (1922 Abschluss als Diplomkaufmann) und absolvierte dann ein Studium der Staatswissenschaften an der Friedrich-Wilhelms-Universität Berlin, das er 1924 mit der Promotion zum Dr. rer. pol. abschloss.
Er war Gründer und von 1924 bis 1939 Herausgeber der Zeitschrift Klingsor, des wichtigsten deutschsprachigen Kulturperiodikums in Südosteuropa. Thomas Mann begrüßte das Erscheinen der Zeitschrift als „ins Leben wirkende kulturelle Institution“, Josef Weinheber veröffentlichte darin seine ersten Arbeiten ebenso wie einige deutschsprachige jüdische Autoren aus der Bukowina. Trotz dieses oberflächlichen „Pluralismus“ wurde die Hauptaufgabe der Zeitschrift unter Zillichs Leitung die nationalistische, später offen nationalsozialistische „Volkstumsarbeit“, die sich bei Zillich mit einem tiefsitzenden Antisemitismus verband. So schrieb Zillich 1932 an den jüdischen Autor Alfred Margul-Sperber vom Judentum als einer „zersetzenden Keimzelle“:
„Nicht das Anderssein der Juden fordert heraus, sondern die bestimmte Art dieser Verschiedenheit, die unmittelbar gegen den seelischen Kern besonders der Deutschen gerichtet ist. … Die Unfähigkeit der Juden sich innerlich anzupassen, schafft bei Völkern, die noch kulturschaffend sind, die aus Mangel an einer endgültigen Form noch eine geistige Zukunft vor sich haben, den Judenhass. … Es wird nur dann besser werden, wenn wieder die starke schöpferische Persönlichkeit in Deutschland bestimmt und das Judentum … entwaffnet.“
Dieser in Vorurteilen und Chauvinismus verhaftete Judenhass zeigte sich auch in der Beschreibung, die Zillich von einem Fest mit jüdischen Teilnehmern lieferte, bei dem er zu Gast war: „Die Juden können meist nicht trinken. Die Sinnlichkeit wird übertrieben.“ Als „Positives“ bleibt ihm nur in Erinnerung: „Es gab ganz hübsche Luderchen dort.“
In Siebenbürgen unterstützte Zillich die Nationalsozialistische Selbsthilfebewegung der Deutschen in Rumänien (NSDR) und – nach deren Verbot 1933 – die Nachfolgeorganisation Nationale Erneuerungsbewegung der Deutschen in Rumänien (NEDR), von der sich Zillich eine „Belebung unseres nationalen und sozialen Gefühls“ versprach: „Unser ganzes Volk ist durch diese Kämpfe für die deutsche weltanschauliche Wiedergeburt gewonnen worden. Die Jugend hat daraus unzählige Antriebe zur völkischen Arbeit entnommen, vor allem den Arbeitsdienst.“
Ab 1936 lebte Zillich, der seit den 1920er Jahren Novellen und Gedichte veröffentlicht hatte und seit den 1930er Jahren als freier Schriftsteller lebte, am Starnberger See. Für Werner Bergengruen, der Zillich seit den frühen 1930er Jahren kannte, war er damals „ein kaltschnäuziger Streber, ein Konjunkturist, der sich schließlich mit Haut und Haaren dem Nationalsozialismus verschrieben hat.“ Mit dem Entwicklungsroman Zwischen Grenzen und Zeiten (1936) gelang ihm sein literarischer Durchbruch. 1937 erhielt er für sein Werk zahlreiche Ehrungen und wurde während der 7. Berliner Dichterwoche von Adolf Hitler empfangen. 1939 pries ihn Zillich in einem Gedicht als „Retter des Reichs und des Volks“:
„Gütiges Auge, blau, und erzene Schwerthand, dunkle Stimme du und der Kinder getreuester Vater,“
„sieh, es stehen geschart über die Erdteile hin, Weib und Mann in den Flammen der Seele heilig vereint,“
„eine endlose Kette, aufbruchumrauscht vor dem Morgen, den deine Schultern allein aus den Klüften der Not über die Grate gehoben.“
Bis 1945 erreichten Zillichs Bücher eine Gesamtauflage von etwa 1,5 Millionen Exemplaren. In den späten 1930er und 1940er Jahren gehörte er zu den „Spitzenautoren“ der NS-Kulturzeitschrift Das Innere Reich. In seinen Zeitschriftenveröffentlichungen präsentierte sich Zillich in dieser Zeit als der „gänzlich unbeschwerte und von keinen erkennbaren Zweifeln geplagte Nationalsozialist“. 1940 erhielt der bis dahin noch rumänische Staatsbürger als „Volksdeutscher“ die deutsche Staatsangehörigkeit. 1941 wurde er Mitglied der NSDAP und war 1943 kurzzeitig (neben Personen wie Hans Friedrich Blunck, Hans Carossa, Wilhelm Pinder und Heinrich von Srbik) als Kandidat für die Präsidentschaft der Deutschen Akademie, der Vorläuferin des Goethe-Instituts, im Gespräch. Als Offizier der Wehrmacht war er im Zweiten Weltkrieg dann unter anderem Herausgeber der Feldpostausgaben deutscher Dichtung. Zillich stand 1944 in der Gottbegnadeten-Liste des Reichsministeriums für Volksaufklärung und Propaganda.

### Nach 1945
Zillich leugnete in den Nachkriegsjahren jede Affinität zum Nationalsozialismus. Seine Reden und journalistischen Veröffentlichungen zeigten aber keinen inhaltlichen Bruch zu seinen Äußerungen vor 1945: 1950 propagierte Zillich erneut die Aufgabe des deutschen Volkes als „des Abendlandes Hüter“. Über Hitler schrieb Zillich 1968, dass er ein „Genie“ gewesen sei, „aber kein Rechtsgefühl hatte und zuletzt krankhaft maßlos war. Es ist aber nicht allein seine Schuld, daß Europa bis heute nicht zur Ruhe und zu jener rechten Geschlossenheit kommt, die es zur Weltmacht erhöhen könnte.“ Schuld am Niedergang Deutschlands seien vielmehr, so Zillich 1975, die alliierte Umerziehung nach Kriegsende und eine seitdem regierende „Intellektuellen-Clique“, zu denen Zillich unter anderem Heinrich Böll und Günter Grass zählte. „Ihre Sinnesart half mit, daß wir zum geburtenärmsten Land wurden, daß die Abtreibung erleichtert, also die Vernichtung ungeborener Kinder geduldet ist, daß Mütter und Ehefrauen hinter das berufstätige Weib gestellt werden. Die Liebe verkrüppelten sie zum sexuellen Sport.“
Den Holocaust versuchte Zillich zu relativieren („Die Basler Nachrichten schrieben einmal, es seien nur etwa 300 000 Getötete gewesen“). Auch wenn seine Meinung zur „Judenfrage“ sich nicht geändert hatte, hielt er sich in diesem Punkt öffentlich zurück: „Die Judenfrage ernsthaft zu betrachten und zu suchen, wodurch sie entstand und warum kein Volk die Juden mag, ist heute gefährlich, was unsere Freiheit nicht gerade bestätigt. Wer bemüht ist, hier die Wahrheit aufzudecken, kommt bald in Satans Küche.“ Dagegen lobte er die gegen Israel kämpfenden Palästinenser: „Die palästinensischen Terroristen wollen ihre verlorene Heimat zurückerobern; sie sind Patrioten“.
In der Zeit des Kalten Krieges behinderte diese politische Einstellung Zillichs Karriere nicht. Er war weiter als Schriftsteller tätig, seine Bücher erschienen zusammen mit denen anderer NS-Autoren wie Hans Grimm, Friedrich Griese und Gerhard Schumann in der Firmengruppe des Verlegers Herbert Fleissner, so in Zillichs altem Verlag Langen-Müller, sowie bei Bertelsmann. Ferner wurde er einer der aktivsten Funktionäre der westdeutschen Vertriebenenverbände, war ab 1952 Sprecher und ab 1963 Ehrenvorsitzender der Landsmannschaft der Siebenbürger Sachsen. Von 1959 an war er bis zu seinem 82. Lebensjahr Herausgeber und Autor der Südostdeutschen Vierteljahresblätter. Diese wurden unter Zillichs Leitung zu einer Plattform für die „Relativierung und Nivellierung der NS-Verbrechen und der Aufhebung der Chronologie von Ursache und Wirkung“, so der siebenbürgische Historiker Johann Böhm. Zillich war ferner Mitglied im Ostdeutschen Kulturrat, im zur Bekämpfung „staatsfeindlicher Zersetzungsarbeit“ gegründeten Deutschen Kreis 58, Ehrenmitglied des rechtsnationalen Deutschen Kulturwerk Europäischen Geistes, Redner der rechtsnationalistischen Kulturvereinigung Gesellschaft für Freie Publizistik und Autor der rechtsextremen Zeitschrift Nation Europa. 1987 wurde er mit dem Dichtersteinschild des 1999 wegen nationalsozialistischer Wiederbetätigung verbotenen Vereins Dichterstein Offenhausen ausgezeichnet.
Zillich war seit 1927 verheiratet und hatte fünf Kinder.

## Literarisches Werk
In seinen Büchern schildert Zillich das Leben und die Bräuche der Auslandsdeutschen im rumänischen Siebenbürgen und ihre Umwelt.
Die Wertung seiner Werke differiert: Zillich-Befürworter, insbesondere aus dem Kreis der Siebenbürger, sehen in ihm einen „entideologisierten Klassiker der rumäniendeutschen Literatur“, der eine „Flucht aus dem nationalsozialistischen Alltagsleben in ein sogenanntes ,einfache Leben‘“ ermöglichte. „Zillich sei zuallererst Schriftsteller gewesen,“ so der Schriftsteller und Publizist Hans Bergel, „leider habe der tagespolitische Ton manchmal Eingang in sein literarisches Werk gefunden.“ Und anhand von Zillichs Novellen Der Urlaub (1933), Die Reinerbachmühle (1935) und Der baltische Graf (1937) konstatiert der Literaturwissenschaftler Peter Motzan „eine Rhetorik des Nationalen und Heroischen“.
Für Zillichs Kritiker sind seine Arbeiten ein Teil der nationalsozialistischen auslandsdeutschen Propaganda. Der Schriftsteller und Publizist William Totok bezeichnet ihn als einen „Vordenker des rumäniendeutschen Faschismus“, für den Philologen Horst Denkler zählt er wie Hans Grimm, Bruno Brehm und Erna Blaas zu den „Propagandisten und Apologeten“ innerhalb der NS-Schriftsteller. Zum Beleg dafür wird unter anderem Zillichs zuerst 1931 erschienene Novelle Der Zigeuner herangezogen, in der die „Leser die Bekanntschaft machen mit jenem merkwürdigen, meist von der Kraft und Arbeit der anderen schmarotzenden Volksschlag, ohne den der Südosten nicht zu denken ist“, so die zeitgenössische Verlagswerbung. Ferner Zillichs Hauptwerk Zwischen Grenzen und Zeiten, der Entwicklungsroman eines „jungen deutschen Kriegsmenschen“. Der Roman war ein großer kommerzieller Erfolg und von der NS-Literaturkritik hymnisch gefeiert worden. Der „Literaturpapst“ des Dritten Reiches Hellmuth Langenbucher hielt das Buch neben Grimms Roman Volk ohne Raum für eine der „großen deutschen Lebensdichtungen“, zeitgenössische Kritiker aus dem Ausland werteten ihn dagegen als reinen „Propagandaroman“.

## Ehrungen
- 1932 Erzählerpreis der Zeitschrift „die neue linie“
- 1934 Erzählerpreis der Zeitschrift „die neue linie“
- 1937 Volksdeutscher Schrifttumspreis der Stadt Stuttgart
- 1937 Literaturpreis der Reichshauptstadt Berlin
- 1937 Ehrendoktorwürde der Universität Göttingen
- 1953 Südostdeutscher Literaturpreis
- 1968 Kulturpreis der Siebenbürger Sachsen
- 1970 Mozartpreis der Goethe-Stiftung Basel
- 1987 Dichtersteinschild des 1999 wegen nationalsozialistischer Wiederbetätigung verbotenen Vereins Dichterstein Offenhausen

## Veröffentlichungen (Auswahl)
- Wälder und Laternenschein. Hermannstadt 1923.
- Die Strömung. Mediasch 1924.
- Strömung und Erde. Kronstadt 1929.
- Der Zigeuner. Schäßburg 1931.
- Sturz aus der Kindheit. Leipzig 1933.
- Die gefangene Eiche und andere siebenbürgische Erzählungen. Köln 1935.
- Komme, was will. München 1935.
- Die Reinerbachmühle. Leipzig 1935.
- Zwischen Grenzen und Zeiten. München 1936.
- Der baltische Graf. München 1937.
- Der Weizenstrauß. München 1938.
- Flausen und Flunkereien. Lustige Geschichten aus Siebenbürgen. München 1940.
- Siebenbürgen und seine Wehrbauten, Langewiesche, Königstein i. Ts. 1941; ab 1957 unter dem Titel "Siebenbürgen. Ein abendländisches Schicksal", letzte Auflage 1982 (= Die Blauen Bücher).
- Sturm des Lebens. Wien 1956.
- Wälder und Laternenschein. München 1978.